# Ghost in the Shell (spel)
Ghost in the Shell (1997) är titeln på ett spel utgivet för Playstation. Spelet bygger på mangaserien med samma namn.